# Všeobecné volby ve Spojeném království 1929
Všeobecné volby ve Spojeném království 1929 se konaly 30. května 1929 a skončily prvním volebním vítězstvím Labouristické strany. Ta však nedržela potřebnou většinu v Dolní sněmovně, a proto se její vláda musela spoléhat na podporu Liberální strany.

## Historie
Před volbami úřadovala konzervativní vláda, která se potýkala s ekonomickou recesí vzniklou ještě jako dozvuk první světové války a snažila se zarazit rostoucí nezaměstnanost. V předchozích letech se sjednotila donedávna rozpolcená Liberální strana pod silným lídrem Davidem Lloyd Georgem. Pod jeho vedením též strana nabídla přitažlivý program, chybějící v minulých letech. V březnu Lloyd George představil dokument ,,Můžeme pokořit nezaměstnanost", který byl předzvěstí ambiciózních plánů strany. Pomocí velkých projektů na rozvoj infrastruktury chtěla nabídnout práci nezaměstnaným a tím vrátit nezaměstnanost na normální úroveň. Oproti inovativním plánům liberálů zůstala Konzervativní strana u ekonomické ortodoxie a nenabídla žádné originálnější metody boje proti krizi. Liberální strana se plánovala po rozhádaných deseti letech vrátit na výsluní a očekávání byla velká.
Výsledek ale byl pro liberály hořkým zklamáním; strana obdržela 24% hlasů a pouhých 59 mandátů, což byl poslední velký volební výsledek strany na příštích 45 let. Slavit naopak mohla Labouristická strana, které hlasování přineslo její první volební vítězství a nejvyšší počet hlasů v její dosavadní historii (ačkoli Konzervativní strana získala o 1% více hlasů). Dělnické straně ale chybělo 48 hlasů do většiny, proto byla nová vláda vůdce labouristů Ramsaye MacDonalda závislá na toleranci Liberální strany. Labouristický kabinet ale vydržel jen dva roky; v roce 1931 nebyl schopen efektivně čelit Velké hospodářské krizi a v srpnu téhož roku padl, což vedlo k novým volbám.

## Výsledky
| 287        | 260           | 59  | 9 |
| Labouristé | Konzervativci | Lib | O |

| Strana | Strana                  | Lídr               | Mandáty | Mandáty | Mandáty | Hlasy      | Hlasy |
| Strana | Strana                  | Lídr               | Počet   | v %     | +/-     | Počet      | v %   |
| ------ | ----------------------- | ------------------ | ------- | ------- | ------- | ---------- | ----- |
|        | Konzervativní strana    | Stanley Baldwin    | 260     | 42,3%   | ▼ 152   | 8 252 527  | 38,1% |
|        | Labouristická strana    | Ramsay MacDonald   | 287     | 46,7%   | ▲ 136   | 8 048 968  | 37,1% |
|        | Liberální strana        | David Lloyd George | 59      | 9,6%    | ▲ 19    | 5 104 638  | 23,6% |
|        | nezávislí               | -                  | 4       | 0,8%    | ▲ 2     | 94 742     | 0,4%  |
|        | Komunistická strana     | Harry Pollitt      | 0       |         | ▼ 1     | 47 554     | 0,2%  |
|        | nezávislí konzervativci | -                  | 0       |         | ▬ 0     | 46 278     | 0,2%  |
|        | Scottish Prohibition    | Edwin Scrymgeour   | 1       | 0,2%    | ▬ 0     | 25 037     | 0,1%  |
|        | Nacionalistická strana  | Joseph Devlin      | 2       | 0,5%    | ▲ 2     | 24 177     | 0,1%  |
|        | nezávislí labouristé    | -                  | 1       | 0,2     | ▲ 1     | 20 825     | 0,1%  |
|        | nezávislí liberálové    | -                  | 0       |         | ▬ 0     | 17 110     | 0,1%  |
|        | skotští nacionalisté    | Roland Muirhead    | 0       |         | ▬ 0     | 3 313      | 0,0%  |
|        | Plaid Cymru             | Saunders Lewis     | 0       |         | ▬ 0     | 609        | 0,0%  |
|        | irští nacionalisté      | T. P. O'Connor     | 1       | 0,2%    | ▬ 0     | 0          | 0,0%  |
| celkem | celkem                  | -                  | 615     | 100%    | -       | 21 685 779 | 100%  |

| \| Hlasy \| Hlasy \| Hlasy \| Hlasy \| Hlasy \| \| ------------- \| ------------- \| ----- \| ------- \| ------- \| \| \| \| \| \| \| \| Konzervativci \| Konzervativci \| \| 38,06 % \| 38,06 % \| \| Labouristé \| Labouristé \| \| 37,12 % \| 37,12 % \| \| Liberálové \| Liberálové \| \| 23,54 % \| 23,54 % \| \| ostatní \| ostatní \| \| 1,28 % \| 1,28 % \| |               |  |         |         |
| Hlasy |               |  |         |         |
| |               |  |         |         |
| Konzervativci | Konzervativci |  | 38,06 % | 38,06 % |
| Labouristé | Labouristé    |  | 37,12 % | 37,12 % |
| Liberálové | Liberálové    |  | 23,54 % | 23,54 % |
| ostatní | ostatní       |  | 1,28 %  | 1,28 %  |

| \| Mandáty \| Mandáty \| Mandáty \| Mandáty \| Mandáty \| \| ------------- \| ------------- \| ------- \| ------- \| ------- \| \| \| \| \| \| \| \| Labouristé \| Labouristé \| \| 46,67 % \| 46,67 % \| \| Konzervativci \| Konzervativci \| \| 42,28 % \| 42,28 % \| \| Liberálové \| Liberálové \| \| 9,59 % \| 9,59 % \| \| ostatní \| ostatní \| \| 1,46 % \| 1,46 % \| |               |  |         |         |
| Mandáty |               |  |         |         |
| |               |  |         |         |
| Labouristé | Labouristé    |  | 46,67 % | 46,67 % |
| Konzervativci | Konzervativci |  | 42,28 % | 42,28 % |
| Liberálové | Liberálové    |  | 9,59 %  | 9,59 %  |
| ostatní | ostatní       |  | 1,46 %  | 1,46 %  |